# Naswadi
Naswadi fou un petit estat tributari protegit del grup de Sankhera Mehwas a l'agència de Rewa Kantha, presidència de Bombai, amb una superfície de 51 km² i 27 pobles, amb una població el 1901 de 2.282 habitants i el 1931 de 6.536 habitants; els ingressos vers 1900 s'estimaven en 8.865 rúpies de les quals 1.301 eren pagades com a tribut al Gaikwar de Baroda. El sobirà era un rajput i tenia el títol de thakur; va signar un tractat amb els britànics el 1825. L'estat estava dividit en dues parts pel riu Aswan; la part al nord era plana, però al sud era una mica muntanyosa i amb més jungla. El thakur Kirshorsinhji Mansinhji va pujar al tron com a menor el 28 de juny de 1929 i va ser declarat major d'edat el 1933 amb 16 anys. Va governar fins al 1948.

## Llista de thakurs
- Thakur Shri Mansinghji vers 1900
- Thakur Shri Ranjitsinhji 1927-1929
- Thakur Shri Kirshorsinhji Mansinhji 1929-1948 (fill de Mansinghji)